# Świniary (województwo wielkopolskie)
Świniary (niem. Bismarcksfelde) – wieś w Polsce położona w województwie wielkopolskim, w powiecie gnieźnieńskim, w gminie Kłecko. 
W latach 1975–1998 miejscowość położona była w województwie poznańskim.

## Historia
Najstarsza pisemna wzmianka o miejscowości pochodzi z 1387 roku. Świniary wchodziły wówczas w skład dóbr rodów Sulimów i Bylinów - Szreniawiców. W 1498r. właścicielami wsi byli Jan i Katarzyna Czechowscy. W 1520 roku miejscowość oddawała dziesięcinę do Kościoła w Kłecku. W 1580 roku Świniary zostały podzielone podzielono pomiędzy właścicieli. Jedna część miejscowości przypadała Janowi Świniarskiemu, druga Jerzemu Popowskiemu. W 1793r. jej właścicielem był Maciej Rowiński, a pod koniec XIX w. Jerzy Malczewski, który dokonał sprzedaży wsi Komisji Kolonizacyjnej. Świniary liczyła wówczas 190 osób. Niegdyś w miejscowości znajdowały się dwa dwory. Obecnie we wsi znajduje się jeden dwór, XIX - wieczny spichlerz, zabytkowa kuźnia oraz poewangelicki kościół parafialny NMP Królowej Polski z 1901.